# Longines FEI Jumping Nations Cup 2021
Der Longines FEI Jumping Nations Cup 2021 war eine Saison des FEI Nations Cups der Springreiter. Er steht damit in einer über hundert Jahre andauernden Tradition von Nationenpreisturnieren im Springreiten.

## Ablauf der Turnierserie
Nachdem die Saison 2020 aufgrund der COVID-19-Pandemie nicht hatte ausgetragen werden können und weltweit nur sieben Nationenpreise stattgefunden hatten, wurde die Saison 2021 wieder durchgeführt. Die temperaturbedingt nur zwischen Januar und März durchführbare Nahost-Division entfiel komplett, die Nord- und Zentralamerikadivision wurde letztlich auch komplett abgesagt. In Europa ermöglichten sinkende Fallzahlen in Europa im Frühjahr und Sommer 2021 die Austragung von einem Teil der Nationenpreise der Europa-Division 1. Ein Jahr später als geplant startete die EEF Series im Jahr 2021 und ersetzte die Europa-Division 2.
Der Longines FEI Jumping Nations Cup 2021 umfasste sieben (theoretische) Divisionen, die über die Welt verteilt sind: Europa 1, Nord- und Zentralamerika, Südamerika, Naher Osten, Asien/Australasien, Afrika und neu geschaffen die Eurasien-Division. Teil der Eurasien-Division waren Armenien, Aserbaidschan, Belarus, Georgien, Iran, Kasachstan, Kirgisistan, Moldau, Turkmenistan, Usbekistan und Russland.
Für alle Divisionen, die keine Turniere der Nationenpreisserie ausrichteten, wurde anhand der Weltrangliste ermittelt, welche Mannschaft(en) der Division im Nations-Cup-Finale startberechtigt sind.
Die Nationenpreise der Serie sollten jeweils am letzten Turniertag des Nationenpreisturniers ausgetragen werden. Die Turniere mussten den Namen „Longines FEI Jumping Nations Cup™ of…“ tragen, dieser konnte um Zusatzbezeichnungen erweitert werden (üblicherweise um den traditionellen Namen des Turniers).
Wertungspunkte wurden bei jedem Nationenpreis des Longines FEI Jumping Nations Cups vergeben. Zur Anwendung kam dabei das zur Saison 2014 überarbeitete Punktesystem. Hier erhielten jedoch nur die Mannschaften bis zum achten Platz Wertungspunkte:
| Platz  | 1   | 2  | 3  | 4  | 5  | 6  | 7  | 8  | weitere      |
| Punkte | 100 | 90 | 80 | 70 | 60 | 55 | 50 | 45 | keine Punkte |

## Nord- und Zentralamerikadivision
Die Nord- und Zentralamerikadivision (vollständiger Name: North and Central America / Caribbean Division) sollte im Jahr 2021 zuletzt nur einen Nationenpreis umfassen. Dessen Austragung war vom 25. bis 29. August 2021 in der mexikanischen Stadt Xalapa vorgesehen. Da jedoch auch dieser Nationenpreis abgesagt wurde, kam die Nord- und Zentralamerikadivision 2021 nicht zustande.

## Europa-Division 1
Nachdem der zum Auftakt vorgesehene Nationenpreis von La Baule vom Mai auf Juni verschoben und die letzten drei Nationenpreise der Division frühzeitig abgesagt worden waren, komprimierte sich die Europa-Division 1 auf einen äußerst begrenzten Zeitraum. Alle vier verbliebenen Nationenpreisturniere der Europa-Division 1 fanden binnen fünf Wochen zwischen dem 3. Juni und dem 4. Juli 2021 statt.
Startberechtigt in der Europa-Division 1 waren folgende Nationen:
1. Die neun besten Mannschaften der Europa-Division 1 der Saison 2019 (Schweiz, Italien, Irland, Frankreich, Belgien, Schweden, Großbritannien, Niederlande und Deutschland)
2. Die beste Mannschaften aus der Qualifikationsprüfung der Europa-Division 2 in Athen 2019 (Norwegen)[1]

Damit bei nur vier Nationenpreisen alle Mannschaften der Division ausreichend Möglichkeiten für Nationenpreisstarts haben, wurde für die Saison 2021 die Anzahl von Mannschaften pro Nationenpreis angepasst: Anstatt wie in der letzten Saison acht, dürfen 2021 zehn Nationen pro Nationenpreis an den Start gehen.
Für die Europa-Division 1 führte die FEI in der Saison 2021 keine Gesamtwertung, es wurden kein Wertungspunkte vergeben. Dies war nicht erforderlich, da sich alle zehn Nationen für das Nations-Cup-Finale qualifizierten. Der Abstieg erfolgte einmalig ausschließlich anhand des Ergebnisses des Nations-Cup-Finals: Die Equipe aus der Europa-Division 1, die das schlechteste Ergebnis beim Nations-Cup-Finale 2021 erzielte, stieg in die EEF Series ab.

### Nationenpreis der Schweiz
Gut einer Woche nach dem Nationenpreis des CSIO Rom, des ersten 5*-Nationenpreises in Europa im Jahr 2021, fand der Auftakt der Europa-Division 1 statt. Das Schweizer Nationenpreisturnier, der CSIO St. Gallen, fand vom 3. bis 6. Juni 2021 statt. Er wurde im Stadion Gründenmoos in St. Gallen ausgerichtet, der Nationenpreis stand am Turniersonntag (6. Juni) ab 11:45 Uhr auf dem Programm.
Ein weiteres Mal nach 2013 litt der Nationenpreis von St. Gallen unter schwierigen Bodenbedingungen aufgrund von anhaltenden Regenfällen. Während 2013 das Turnier am Tag nach dem Nationenpreis abgebrochen wurde, bemühten sich die Organisatoren im Jahr 2021 massiv, den Nationenpreis und damit das Turnier noch zu Ende bringen zu können. Hierfür wurden nach dem ersten Umlauf alle Hindernisse geringfügig verschoben, damit im zweiten Umlauf wieder an Absprung- und Landestellen bessere Bodenverhältnisse für die Pferde vorherrschten. Dies führte dazu, dass sich die Distanzen zwischen den Hindernissen änderten, so dass die Reiter den Springkurs des zweiten Umlaufs vor Beginn des zweiten Umlaufs erneut abgehen durften.
Nach dem ersten Umlauf lagen Deutschland und Ägypten mit je fünf Strafpunkten in Führung. Bei den Ritten der vierten Reiter einer jeden Nation kam es überraschend beim Ritt von Steve Guerdat und Venard de Cerisy zu zwei Springfehlern, Scott Brash gab mit Senator gar nach drei Fehlern auf. Im zweiten Umlauf trat die Mannschaft Großbritanniens gar nicht mehr an.
Die ägyptische Equipe konnte im zweiten Umlauf die Leistung des ersten Umlaufs nicht beibehalten. Ähnlich wie im Nationenpreis von Vejer de la Frontera Ende 2020 sammelte Ägypten im zweiten Umlauf reichlich Strafpunkte, sie beendeten die Prüfung auf Rang vier. Insgesamt erwies sich der Nationenpreis als sehr herausfordernd für viele Teilnehmer, überhaupt nur drei Pferd-Reiter-Paaren gelang es in beiden Umläufen ohne Fehler zu bleiben. Gleich zwei dieser drei Paare entfielen auf Schweden: Während recht viele Strafpunkte von Rolf-Göran Bengtsson und Evelina Tovek die Schweden im ersten Umlauf zurückwarfen, gelang ihnen der zweite Umlauf umso besser. Nach dem Null-Fehler-Ritt der Schlussreiterin Malin Baryard-Johnsson setzte Schweden damit die noch folgenden Schlussreiter der Schweiz und Deutschlands unter Druck.
Die Schweiz, zu diesem Zeitpunkt auf Rang zwei mit einem Strafpunkt weniger als Schweden, verzeichnete einen komplett unglücklichen Nationenpreis für Steve Guerdat. Nachdem er erneut zwei Hindernisfehler bekommen hatte, gab er auf. Sein Ergebnis spielte zu diesem Zeitpunkt keine Rolle mehr, die Schweiz reihte sich im Ergebnis hinter Schweden ein. Philipp Weishaupt hätte als deutscher Schlussreiter einen Ritt ohne Hindernisfehler in das Ziel bringen müssen, um die zu diesem Zeitpunkt mit vier Strafpunkten führende deutsche Mannschaft direkt zum Sieg zu führen. Doch bei seinem Ritt mit Asathir fiel wie im ersten Umlauf eine Stange. Damit waren Deutschland und Schweden gleich auf, ein Stechen wurde erforderlich.
Für die schwedische Equipe ging Rolf-Göran Bengtsson in das Stechen. Mit dem 12-jährigen Hengst Ermindo W blieb er ohne Fehler ein einer zügigen Zeit. Der deutsche Bundestrainer Otto Becker brachte Christian Kukuk im Stechen an den Start, für den die beiden Umläufe mit je acht Strafpunkten nicht glücklich verlaufen waren. Mit seinem erst neunjährigen Hengst Mumbai unterlief ihm auch im Stechen ein Springfehler. Damit stand der Sieg der Schweden fest, so dass Kukuk den Ritt mit gedrosseltem Tempo zu Ende brachte.
|             | Mannschaft                                                   | Reiter                 | Pferd                    | 1. Umlauf   | 2. Umlauf   | Strafpunkte (Gesamt) | Stechen  | Stechen | Preis- geld |
| Strafpunkte | Mannschaft                                                   | Reiter                 | Pferd                    | Strafpunkte | Strafpunkte | Strafpunkte (Gesamt) | Zeit (s) |         | Preis- geld |
| ----------- | ------------------------------------------------------------ | ---------------------- | ------------------------ | ----------- | ----------- | -------------------- | -------- | ------- | ----------- |
| 1           | Schweden                                                     | Douglas Lindelöw       | Casquo Blue              | 0           | 0           |                      |          |         |             |
| 1           | Schweden                                                     | Rolf-Göran Bengtsson   | Ermindo W                | 9           | 4           | 0                    | 43,50    |         |             |
| 1           | Schweden                                                     | Evelina Tovek          | Winnetou de la Hamente Z | (12)        | (4)         |                      |          |         |             |
| 1           | Schweden                                                     | Malin Baryard-Johnsson | Indiana                  | 0           | 0           |                      |          |         |             |
| 1           | Schweden                                                     |                        |                          | 9           | 4           | 13                   | 0        | 43,50   | 65.000 €    |
| 2           | Deutschland                                                  | Christian Kukuk        | Mumbai                   | (8)         | (8)         |                      | 5        | 50,23   |             |
| 2           | Deutschland                                                  | Maurice Tebbel         | Don Diarado              | 1           | 0           |                      |          |         |             |
| 2           | Deutschland                                                  | André Thieme           | DSP Chakaria             | 0           | 4           |                      |          |         |             |
| 2           | Deutschland                                                  | Philipp Weishaupt      | Asathir                  | 4           | 4           |                      |          |         |             |
| 2           | Deutschland                                                  |                        |                          | 5           | 8           | 13                   | 5        | 50,23   | 40.000 €    |
| 3           | Schweiz                                                      | Bryan Balsiger         | Twentytwo des Biches     | 4           | 4           |                      |          |         |             |
| 3           | Schweiz                                                      | Beat Mändli            | Dsarie                   | 4           | 4           |                      |          |         |             |
| 3           | Schweiz                                                      | Martin Fuchs           | Leone Jei                | 0           | 0           |                      |          |         |             |
| 3           | Schweiz                                                      | Steve Guerdat          | Venard de Cerisy         | (8)         | (AUFG)      |                      |          |         |             |
| 3           | Schweiz                                                      |                        |                          | 8           | 8           | 16                   |          |         | 32.000 €    |
| 4           | Ägypten (Mannschaft aus Afrika)                              |                        |                          | 5           | 20          | 25                   |          |         | 24.000 €    |
| 5           | Mexiko (Mannschaft aus der Nord- und Zentralamerikadivision) |                        |                          | 21          | 4           | 25                   |          |         | 16.000 €    |
| 6           | Brasilien (Mannschaft aus Südamerika)                        |                        |                          | 13          | 16          | 29                   |          |         | 11.000 €    |
| 7           | Niederlande                                                  |                        |                          | 20          | 24          | 44                   |          |         | 8.000 €     |
| 8           | Italien                                                      |                        |                          | 25          | 20          | 45                   |          |         | 3.000 €     |
| 9           | Israel (Mannschaft aus der EEF Series)                       |                        |                          | 16          | 49          | 65                   |          |         | 1.000 €     |
| 10          | Großbritannien                                               |                        |                          | 8           | N.GES.      |                      |          |         |             |

(Ausgeklammerte Strafpunkte zählen als Streichergebnis nicht für das Mannschaftsergebnis)

### Nationenpreis von Frankreich
Der CSIO von La Baule war im Jahr 2021 vom Mai in den Juni verschoben worden, so dass er nach St. Gallen die zweite Station der Europa-Division 1 darstellt. Frankreichs Nationenpreisturnier fand vom 10. bis 13. Juni 2021 in La Baule-Escoublac statt. Der Nationenpreis des CSIO 5*-Turniers wurde am 11. Juni ab 14 Uhr ausgerichtet.
Nach dem ersten Umlauf lagen im Nationenpreis von La Baule die Mannschaften der Schweiz und Irlands fehlerfrei gleichauf auf den ersten Rang. Italien und Großbritannien folgten auf dem dritten Rang mit nur einen Zeitstrafpunkt. Im zweiten Umlauf mussten die Mannschaften insgesamt mehr Strafpunkte verzeichnen. Für die Equipe Irlands kamen alle vier Reiter auf je vier Strafpunkte, so dass Irland sein Ergebnis trotz Streichergebnis auf zwölf Strafpunkte erhöhte und damit auf Rang fünf zurückfiel. Wenig glücklich verlief der zweite Umlauf für Schweden: Nachdem Angelica Augustsson Zanotelli als erste schwedische Reiterin im zweiten Umlauf gestürzt und ausgeschieden war, konnten ihre Mannschaftskolleginnen keine einzige fehlerfreie Runde verzeichnen. Somit folgte für die Schweden nach dem Sieg in St. Gallen der letzte Platz im Nationenpreis von La Baule.
Italiens Reiter überschritten im zweiten Umlauf bei drei ihrer vier Ritte eine Überschreitung der erlaubten Zeit. Doch mit nur sechs Strafpunkten im zweiten Umlauf konnte sich Italiens Mannschaft af Rang zwei vorarbeiten. Für die Schweiz ging im zweiten Umlauf nur ein Hindernisfehler von Elian Baumann in das Ergebnis ein – mit insgesamt vier Strafpunkten gewann die Schweiz den Nationenpreis.
|             | Mannschaft                                                   | Reiter                | Pferd                  | 1. Umlauf   | 2. Umlauf   | Strafpunkte (Gesamt) | Stechen  | Stechen | Preis- geld |
| Strafpunkte | Mannschaft                                                   | Reiter                | Pferd                  | Strafpunkte | Strafpunkte | Strafpunkte (Gesamt) | Zeit (s) |         | Preis- geld |
| ----------- | ------------------------------------------------------------ | --------------------- | ---------------------- | ----------- | ----------- | -------------------- | -------- | ------- | ----------- |
| 1           | Schweiz                                                      | Elian Baumann         | Campari Z              | 0           | 4           |                      |          |         |             |
| 1           | Schweiz                                                      | Steve Guerdat         | Maddox                 | 0           | (8)         |                      |          |         |             |
| 1           | Schweiz                                                      | Martin Fuchs          | Conner                 | 0           | 0           |                      |          |         |             |
| 1           | Schweiz                                                      | Beat Mändli           | Dsarie                 | (N.GES.)    | 0           |                      |          |         |             |
| 1           | Schweiz                                                      |                       |                        | 0           | 4           | 4                    |          |         | 64.000 €    |
| 2           | Italien                                                      | Riccardo Pisani       | Chaclot                | 0           | 0           |                      |          |         |             |
| 2           | Italien                                                      | Fabio Brotto          | Vanita' delle Roane    | 1           | 5           |                      |          |         |             |
| 2           | Italien                                                      | Filippo Marco Bologni | Quilazio               | (8)         | 1           |                      |          |         |             |
| 2           | Italien                                                      | Luca Marziani         | Lightning              | 0           | (9)         |                      |          |         |             |
| 2           | Italien                                                      |                       |                        | 1           | 6           | 7                    |          |         | 40.000 €    |
| 3           | Belgien                                                      | Jérôme Guery          | Milton                 | 0           | 4           |                      |          |         |             |
| 3           | Belgien                                                      | Yves Vaderhasselt     | Jeunesse               | 0           | 0           |                      |          |         |             |
| 3           | Belgien                                                      | Pieter Devos          | Jade van den Bisschop  | 4           | 0           |                      |          |         |             |
| 3           | Belgien                                                      | Niels Bruynseels      | Jenson van't Meulenhof | (13)        | (4)         |                      |          |         |             |
| 3           | Belgien                                                      |                       |                        | 4           | 4           | 8                    |          |         | 32.000 €    |
| 4           | Großbritannien                                               |                       |                        | 1           | 8           | 9                    |          |         | 24.000 €    |
| 5           | Irland                                                       |                       |                        | 2           | 12          | 12                   |          |         | 16.000 €    |
| 6           | Mexiko (Mannschaft aus der Nord- und Zentralamerikadivision) |                       |                        | 13          | 4           | 17 (232,83 s)        |          |         | 11.000 €    |
| 7           | Niederlande                                                  |                       |                        | 8           | 9           | 17 (235,68 s)        |          |         | 8.000 €     |
| 8           | Brasilien (Mannschaft aus Südamerika)                        |                       |                        | 5           | 14          | 19                   |          |         | 3.000 €     |
| 9           | Frankreich                                                   |                       |                        | 13          | 9           | 22                   |          |         | 1.000 €     |
| 10          | Schweden                                                     |                       |                        | 5           | 26          | 31                   |          |         | 1.000 €     |

(Ausgeklammerte Strafpunkte zählen als Streichergebnis nicht für das Mannschaftsergebnis)

### Nationenpreis von Polen
Die dritte Etappe der europäischen Division führte die Reiter an die Ostseeküste: Vom 17. bis 20. Juni 2021 wurde das Nationenpreisturnier Polens ausgetragen. Austragungsort war das Hipodrom Sopot, welches sich direkt im Süden des Ostseebads Sopot direkt an der Stadtgrenze zu Danzig befindet.
Der Nationenpreis fand am 20. Juni ab 11 Uhr bei Temperaturen von über 30 Grad statt. Nach dem ersten Umlauf lagen vier der zehn Mannschaften gleichauf in Führung: Überraschend Norwegen, die in ihrer ersten Saison in der Europa-Division 1 überzeugen konnten; Irland; Belgien und Deutschland. Deutschland war mit fast den gleichen Reitern und Pferden wie in St. Gallen am Start. Jedoch waren Maurice Tebbel und André Thieme, denen in St. Gallen noch die vermeintlich leichteren mittleren Startplätze zugewiesen waren, in Sopot nun in wichtigen Aufgaben als erster bzw. letzter Reiter der Equipe zugeteilt worden.
Im zweiten Umlauf konnte Norwegen nicht mehr mithalten, einzig Marie Longem Valdar gelang es in beiden Umläufen fehlerfrei zu bleiben. Großbritannien konnte mit zwei Null-Fehler-Ritten im zweiten Umlauf aufholen, so dass William Funnell als Schlussreiter mit einem ebenso guten Ritt ein Endergebnis von nur vier Strafpunkten für Großbritannien hätte möglich machen können. Doch für Funnell verlief der Ritt nicht glücklich: In der Landungsphase nach einem Hindernis stürzte er aus dem Sattel seines Wallachs Billy Diamo, er konnte die Reitbahn nur humpelnd mit Unterstützung anderer Personen verlassen. André Thieme und seine Stute Chakaria, die sich beim Sturz bereits in der Arena befanden, ließen sich von den sturzbedingten Verzögerungen im Ablauf nicht aus dem Konzept bringen. Wie Maurice Tebbel und Christian Kukuk mit ihren Pferden, so brachte auch das deutsche Schlusspaar keine Fehler aus beiden Umläufen in das Ziel. Damit hatte nur noch Belgien die Möglichkeit, mit gleichem Ergebnis ein Stechen zu erzwingen, um den deutschen Sieg zu verhindern. Doch dem auf 5*-Niveau hocherfahrenen Paar Niels Bruynseels und Delux unterliefen zwei Springfehler. Damit fiel Belgien auf Rang zwei, die deutsche Mannschaft konnte nach zwei zweiten Plätzen in Rom und St. Gallen ihren ersten Nationenpreissieg im Jahr 2021 feiern.
|             | Mannschaft                                                               | Reiter                    | Pferd                      | 1. Umlauf   | 2. Umlauf   | Strafpunkte (Gesamt) | Stechen  | Stechen | Preis- geld |
| Strafpunkte | Mannschaft                                                               | Reiter                    | Pferd                      | Strafpunkte | Strafpunkte | Strafpunkte (Gesamt) | Zeit (s) |         | Preis- geld |
| ----------- | ------------------------------------------------------------------------ | ------------------------- | -------------------------- | ----------- | ----------- | -------------------- | -------- | ------- | ----------- |
| 1           | Deutschland                                                              | Maurice Tebbel            | Don Diarado                | 0           | 0           |                      |          |         |             |
| 1           | Deutschland                                                              | Marcus Ehning             | Funky Fred                 | (8)         | (4)         |                      |          |         |             |
| 1           | Deutschland                                                              | Christian Kukuk           | Mumbai                     | 0           | 0           |                      |          |         |             |
| 1           | Deutschland                                                              | André Thieme              | DSP Chakaria               | 0           | 0           |                      |          |         |             |
| 1           | Deutschland                                                              |                           |                            | 0           | 0           | 0                    |          |         | 284.800 zł  |
| 2           | Belgien                                                                  | Jos Verlooy               | Varoune                    | 0           | 0           |                      |          |         |             |
| 2           | Belgien                                                                  | Nicola Philippaerts       | Katanga vh Dingeshof       | 0           | 0           |                      |          |         |             |
| 2           | Belgien                                                                  | Pieter Devos              | Claire Z                   | (4)         | 4           |                      |          |         |             |
| 2           | Belgien                                                                  | Niels Bruynseels          | Delux                      | 0           | (8)         |                      |          |         |             |
| 2           | Belgien                                                                  |                           |                            | 0           | 4           | 4                    |          |         | 178.000 zł  |
| 3           | Irland                                                                   | Daniel Coyle              | Legacy                     | 0           | 8           |                      |          |         |             |
| 3           | Irland                                                                   | Alexander Butler          | Athene                     | 0           | (AUFG)      |                      |          |         |             |
| 3           | Irland                                                                   | Eoin McMahon              | Chakra                     | (4)         | 0           |                      |          |         |             |
| 3           | Irland                                                                   | Paul O’Shea               | Machu Picchu               | 0           | 8           |                      |          |         |             |
| 3           | Irland                                                                   |                           |                            | 0           | 16          | 16 (219,53 s)        |          |         | 142.400 zł  |
| 4           | Norwegen                                                                 | Victoria Gulliksen        | Papa Roach                 | 0           | (12)        |                      |          |         |             |
| 4           | Norwegen                                                                 | Marie Longem Valdar       | Echo de Virton             | 0           | 0           |                      |          |         |             |
| 4           | Norwegen                                                                 | Therese S. Henriksen      | Halifax van de Conynenberg | (4)         | 8           |                      |          |         |             |
| 4           | Norwegen                                                                 | Johan-Sebastian Gulliksen | Exit of Ice Z              | 0           | 8           |                      |          |         |             |
| 4           | Norwegen                                                                 |                           |                            | 0           | 16          | 16 (219,65 s)        |          |         | 106.800 zł  |
| 5           | Großbritannien                                                           |                           |                            | 4           | 12          | 16 (222,67 s)        |          |         | 71.200 zł   |
| 6           | Frankreich                                                               |                           |                            | 8           | 12          | 20 (213,22 s)        |          |         | 48.950 zł   |
| 7           | Vereinigte Staaten (Mannschaft aus der Nord- und Zentralamerikadivision) |                           |                            | 8           | 12          | 20 (216,11 s)        |          |         | 35.600 zł   |
| 8           | Marokko (Mannschaft aus Afrika)                                          |                           |                            | 17          | 6           | 23                   |          |         | 13.350 zł   |
| 9           | Polen (Mannschaft aus der EEF Series)                                    |                           |                            | 16          | 12          | 28                   |          |         | 4.450 zł    |
| 10          | Italien                                                                  |                           |                            | 18          | 18          | 36                   |          |         | 4.450 zł    |

(Ausgeklammerte Strafpunkte zählen als Streichergebnis nicht für das Mannschaftsergebnis)

### Nationenpreis der Niederlande
Das Nationenpreisturnier der Niederlande in Rotterdam findet 2021 vom 1. bis 4. Juli 2021 statt. Einen Tag später, am 5. Juli 2021, müssen die Nationen spätestens ihre Reiter und Pferde für die Olympische Springreitwettbewerbe in Tokio benannt haben. Während ein Teil der Nationen bereits vor dem CHIO Rotterdam ihre Mannschaften benannt haben, bietet sich der Nationenpreis für die übrigen Nationen – so auch für die Schweiz und Deutschland – die letzte Chance, mögliche Paare für die Olympiaequipen zu testen.
Der Nationenpreis der Springreiter beim CHIO Rotterdam wurde am 2. Juli ab 17 Uhr ausgetragen. Nach den ersten Reitern einer jeden Nation im ersten Umlauf schien es so, als sei die Schwierigkeit des Parcours des Nationenpreises als sehr hoch einzuschätzen. Nur drei der neun Reiter waren ohne Fehler geblieben, zudem hatten drei von ihnen auch noch einen Zeitstrafpunkt erhalten. Japan stieg erst bei den zweiten Reitern einer jeden Nation in die Wertung ein, da es nur mit drei Paaren im Nationenpreis antrat. Bei den weiteren Reitern der zehn Nationen im ersten Umlauf hingegen lief es im Schnitt deutlich besser: Vier Equipen waren zur Halbzeit des Nationenpreises strafpunktfrei, die Niederlande und Irland folgten dahinter mit je nur einem Zeitstrafpunkt.
Im zweiten Umlauf erhöhte sich die Anzahl der Fehler erheblich. Keiner Mannschaft gelang es im zweiten Umlauf ohne weitere Strafpunkte zu blieben. Die Niederlande beendeten die Prüfung mit sieben Strafpunkten. Nach dem Ritt ihres letzten Reiter-Pferd-Paares hatten noch Frankreich und Schweden die Chance auf den Sieg. Doch sowohl Peder Fredricson als auch Kevin Staut konnten ihre Ritte nicht ohne Fehler beenden. Damit stand der Sieg für die Niederlande bei ihrem Heim-Nationenpreis fest.
|             | Mannschaft                                                               | Reiter                 | Pferd                      | 1. Umlauf   | 2. Umlauf   | Strafpunkte (Gesamt) | Stechen  | Stechen | Preis- geld |
| Strafpunkte | Mannschaft                                                               | Reiter                 | Pferd                      | Strafpunkte | Strafpunkte | Strafpunkte (Gesamt) | Zeit (s) |         | Preis- geld |
| ----------- | ------------------------------------------------------------------------ | ---------------------- | -------------------------- | ----------- | ----------- | -------------------- | -------- | ------- | ----------- |
| 1           | Niederlande                                                              | Maikel van der Vleuten | Beauville Z                | 0           | 0           |                      |          |         |             |
| 1           | Niederlande                                                              | Willem Greve           | Zypria                     | 0           | 1           |                      |          |         |             |
| 1           | Niederlande                                                              | Marc Houtzager         | Dante                      | 1           | 5           |                      |          |         |             |
| 1           | Niederlande                                                              | Frank Schuttert        | Lyonel D                   | (4)         | (12)        |                      |          |         |             |
| 1           | Niederlande                                                              |                        |                            | 1           | 6           | 7                    |          |         | 64.000 €    |
| 2           | Schweden                                                                 | Douglas Lindelöw       | Cheldon                    | (4)         | (4)         |                      |          |         |             |
| 2           | Schweden                                                                 | Angelie von Essen      | Alcapone des Carmille      | 0           | 4           |                      |          |         |             |
| 2           | Schweden                                                                 | Rolf-Göran Bengtsson   | Ermindo W                  | 0           | 1           |                      |          |         |             |
| 2           | Schweden                                                                 | Peder Fredricson       | Catch me not S             | 0           | 4           |                      |          |         |             |
| 2           | Schweden                                                                 |                        |                            | 0           | 9           | 9                    |          |         | 40.000 €    |
| 3           | Frankreich                                                               | Pénélope Leprevost     | Excalibur de la Tour Vidal | 0           | 0           |                      |          |         |             |
| 3           | Frankreich                                                               | Laurent Goffinet       | Atome des Etisses          | (8)         | (9)         |                      |          |         |             |
| 3           | Frankreich                                                               | Grégory Cottard        | Bibici                     | 0           | 4           |                      |          |         |             |
| 3           | Frankreich                                                               | Kevin Staut            | Visconti du Telman         | 0           | 8           |                      |          |         |             |
| 3           | Frankreich                                                               |                        |                            | 0           | 12          | 12 (234,54 s)        |          |         | 32.000 €    |
| 4           | Deutschland                                                              | Daniel Deußer          | Killer Queen               | (5)         | 4           |                      |          |         |             |
| 4           | Deutschland                                                              | David Will             | C Vier                     | 0           | 4           |                      |          |         |             |
| 4           | Deutschland                                                              | Christian Kukuk        | Checker                    | 0           | (12)        |                      |          |         |             |
| 4           | Deutschland                                                              | Marcus Ehning          | A la Carte NRW             | 0           | 4           |                      |          |         |             |
| 4           | Deutschland                                                              |                        |                            | 0           | 12          | 12 (236,20 s)        |          |         | 24.000 €    |
| 5           | Irland                                                                   |                        |                            | 1           | 12          | 13                   |          |         | 16.000 €    |
| 6           | Japan (Mannschaft aus Asien)                                             |                        |                            | 5           | 9           | 14                   |          |         | 11.000 €    |
| 7           | Vereinigte Staaten (Mannschaft aus der Nord- und Zentralamerikadivision) |                        |                            | 0           | 16          | 16                   |          |         | 8.000 €     |
| 8           | Belgien                                                                  |                        |                            | 12          | 8           | 20                   |          |         | 3.000 €     |
| 9           | Schweiz                                                                  | Bryan Balsiger         | Courage                    | 8           | 0           |                      |          |         |             |
| 9           | Schweiz                                                                  | Alain Jufer            | Dante                      | 0           | (17)        |                      |          |         |             |
| 9           | Schweiz                                                                  | Niklaus Schurtenberger | C-Steffra                  | (9)         | 4           |                      |          |         |             |
| 9           | Schweiz                                                                  | Beat Mändli            | Vic des Cerisiers          | 8           | 12          |                      |          |         |             |
| 9           | Schweiz                                                                  |                        |                            | 16          | 16          | 32                   |          |         | 1.000 €     |
| 10          | Norwegen                                                                 |                        |                            | 10          | 29          | 39                   |          |         | 1.000 €     |

(Ausgeklammerte Strafpunkte zählen als Streichergebnis nicht für das Mannschaftsergebnis)

## Finale
Das Finalturnier wurde wie in den vorangegangenen Jahren in Barcelona ausgerichtet. Der CSIO Barcelona fand vier Wochen nach den Europameisterschaften vom 1. bis 3. Oktober 2021 auf dem Gelände des Real Club de Polo de Barcelona statt.
Besondere Bedeutung hatte das Nations-Cup-Finale 2021 für die Mannschaften der Europa-Division 1, da die schlechteste Mannschaft der Division bei diesem Finale aus der Europa-Division 1 abstieg.

### Mannschaften
Das Regelwerk des Nations Cup legt fest, dass 18 Startplätze für Mannschaften nach einem Schlüssel auf die Divisionen verteilt werden. Aus der einzigen durchgeführten Division, der Europa-Division 1, qualifizierten sich alle Nationen:  Belgien,  Frankreich,  Großbritannien,  Deutschland,  Irland,  Italien,  Niederlande,  Norwegen,  Schweiz und  Schweden.
Aus den übrigen Ligen wurden Nationen anhand ihrer Position in der Weltrangliste benannt. Dies waren:
- aus der Nahost-Division:  Vereinigte Arabische Emirate,  Syrien,  Saudi-Arabien und  Jordanien verzichteten, daher blieben beide Startplätze unbesetzt.
- aus der Nord- und Zentralamerikadivision:  Kanada und  Mexiko. Mexiko verzichtete, dafür rückten die Vereinigten Staaten nach.
- aus Südamerika:  Brasilien.  Kolumbien,  Argentinien und  Chile verzichteten, daher blieb ein Startplatz unbesetzt.
- Afrika:  Ägypten. Ägypten und auch Marokko als Nachrücker verzichteten, daher blieb der Startplatz unbesetzt.
- Asien/Australasien:  Australien,  Japan,  Neuseeland und  Thailand verzichteten, daher blieb der Startplatz unbesetzt.
- Eurasien:  Usbekistan.

Zudem erhielt Spanien als Gastgeber einen Startplatz. Nach dem Ersatz der Europa-Division 2 durch die EEF Series ist erstmals, seit es das Nations-Cup-Finale in seiner jetzigen Form gibt, keine Equipe aus der „zweiten Europäischen Liga“ in Barcelona startberechtigt.

### Ergebnisse

#### Qualifikationsprüfung
Die Qualifikationsprüfung wurde am Abend des 1. Oktober 2021 unter Flutlicht ausgetragen. Das Siegerpaar des Großen Preises von Aachen zwei Wochen zuvor, Daniel Deußer und Killer Queen, blieben ohne Fehler und legten damit die Grundlage für den ersten Platz und damit den sicheren Einzug der deutschen Mannschaft in die Finalprüfung. Europameister André Thieme mit Chakaria und Christian Ahlmann mit Clintrexo Z nahmen bei der eng bemessenen erlaubten Zeit je einen Zeitstrafpunkt in Kauf, blieben dafür aber ohne Springfehler. Damit konnten die neun Strafpunkte von David Will und  C Vier gestrichen werden.
Die spanische Mannschaft zeigte sich an diesem Abend überraschend stark vor heimischem Publikum und kam auf den zweiten Rang. Die Schweiz, für die die Nationenpreise der Europa-Division 1 des Jahres 2021 recht erfolgreich verlaufen waren, präsentierte sich trotz starker Besetzung ihrer Mannschaft in der Qualifikationsprüfung unglücklich und kam nur auf Rang 12. Norwegen, Großbritannien, Italien, die Schweiz und Frankreich werden in der Trostprüfung ermitteln, welche Nation aus der Europa-Division 1 absteigt.
Kanada und Usbekistan waren jeweils nur mit drei Reiter-Pferd-Paaren am Start. Da beide Mannschaften jeweils das Ausscheiden eines Teilnehmers verzeichnen mussten schieden beide Nationen aus.
|    | Mannschaft         | Strafpunkte | Zeit (s) |
| -- | ------------------ | ----------- | -------- |
| 1  | Deutschland        | 2           |          |
| 2  | Spanien            | 3           |          |
| 3  | Niederlande        | 4           |          |
| 4  | Brasilien          | 5           |          |
| 5  | Schweden           | 9           |          |
| 6  | Irland             | 10          |          |
| 6  | Vereinigte Staaten | 10          |          |
| 8  | Belgien            | 12          | 235,15   |
| 9  | Norwegen           | 12          | 251,30   |
| 10 | Großbritannien     | 13          |          |
| 11 | Italien            | 15          |          |
| 12 | Schweiz            | 19          |          |
| 13 | Frankreich         | 22          |          |
|    | Kanada             | AUSG        |          |
|    | Usbekistan         | AUSG        |          |

#### Trostprüfung
Die britische Mannschaft präsentierte sich in der Trostprüfung deutlich besser als in der Qualifikation. Neben Harry Carles blieb dieses Mal auch Emily Moffitt ohne Fehler. Der Sieg der Briten stand schon nach dem letzten französischen Reiter fest, so dass John Whitaker gar nicht mehr antreten musste.
Die Schweiz war nur noch mit drei Paaren am Start, nachdem Bryan Balsigers Pferd Twentytwo des Biches vor Beginn der Trostprüfung zurückgezogen worden war, da es nicht ganz fit schien. Wie bereits am Vortag schien die Europameistermannschaft in Barcelona der Konkurrenz nicht gewachsen zu sein. Vor dem letzten Reiter war die Schweiz in direkten Zweikampf mit den Italienern darum, welche der beiden Nationen auf den letzten Platz kommen würde und damit 2022 nicht mehr Teil der Europa-Division 1 sein würde. Martin Fuchs als Schlussreiter konnte sich zwei Hindernisfehler erlauben, damit die Schweiz aus eigener Kraft den Ligenerhalt schaffte. Genau diese acht Strafpunkte erhielt Fuchs mit seinem Hengst Chaplin dann auch. Damit stand Italien als Absteiger fest.
|   | Mannschaft     | Reiter                    | Pferd                      | Strafpunkte | Preisgeld |
| - | -------------- | ------------------------- | -------------------------- | ----------- | --------- |
| 1 | Großbritannien | Holly Smith               | Denver                     | 4           |           |
| 1 | Großbritannien | Emily Moffitt             | Winning Good               | 0           |           |
| 1 | Großbritannien | Harry Charles             | Romeo                      | 0           |           |
| 1 | Großbritannien | John Whitaker             | Unick du Francport         | (N.GES.)    |           |
| 1 | Großbritannien |                           |                            | 4           | 70.000 €  |
| 2 | Frankreich     | Pénélope Leprevost        | Excalibur de la Tour Vidal | 1           |           |
| 2 | Frankreich     | Grégory Cottard           | Bibici                     | 8           |           |
| 2 | Frankreich     | Marc Dilasser             | Arioto du Gevres           | 1           |           |
| 2 | Frankreich     | Mathieu Billot            | Quel Filou                 | (AUFG)      |           |
| 2 | Frankreich     |                           |                            | 10          | 65.000 €  |
| 3 | Norwegen       | Victoria Gulliksen        | Papa Roach                 | 2           |           |
| 3 | Norwegen       | Marie Valdar Longem       | Echo de Virton             | 13          |           |
| 3 | Norwegen       | Johan-Sebastian Gulliksen | Exit of Ice Z              | 6           |           |
| 3 | Norwegen       | Geir Gulliksen            | Quatro                     | (AUFG)      |           |
| 3 | Norwegen       |                           |                            | 21          | 60.000 €  |
| 4 | Schweiz        | Steve Guerdat             | Victorio des Frotards      | 8           |           |
| 4 | Schweiz        | Edwin Smits               | Farezzo                    | 9           |           |
| 4 | Schweiz        | Martin Fuchs              | Chaplin                    | 8           |           |
| 4 | Schweiz        |                           |                            | 25          | 55.000 €  |
| 4 | Italien        | Piergiorgio Bucci         | Naiade d'Elsendam Z        | 12          |           |
| 4 | Italien        | Fabio Brotto              | Vanita' delle Roane        | 14          |           |
| 4 | Italien        | Antonio Maria Garofalo    | Conquestador               | 17          |           |
| 4 | Italien        | Riccardo Pisani           | Chaclot                    | (AUFG)      |           |
| 4 | Italien        |                           |                            | 43          | 50.000 €  |

(Ausgeklammerte Strafpunkte zählen als Streichergebnis nicht für das Mannschaftsergebnis)

#### Abschlussprüfung (Nations-Cup-Finale 2021)
Bei der Finalprüfung handelte es sich um eine Springprüfung mit einem Umlauf (gegen die Zeit) und einem möglichen Stechen. Wie bereits in der Trostprüfung wurden die Strafpunkte aus der Qualifikation nicht mitgenommen. Die Springfehler im Kurs der mit 1,25 Millionen Euro dotierten Finalprüfung häuften sich insbesondere auf der Schlusslinie, die aus einer dreifachen Kombination und einem 1,63 Meter hohen Steilsprung bestand.
Die deutsche Mannschaft ging aufgrund des Ergebnisses der Qualifikationsprüfung jeweils als letzte Equipe an den Start. Während Daniel Deußer mit seiner Stute Killer Queen in der Qualifikation fehlerfrei geblieben war, kamen in der Finalprüfung Erinnerungen an die Olympische Mannschaftsprüfung dieses Jahres auf: Killer Queen verweigerte vor dem Einsprung zur zweifachen Kombination, einer Trippelbarre. Zeitstrafpunkte und ein Hindernisfehler, den das Paar bereits am ersten Sprung erhalten hatte, summierten sich auf 11 Strafpunkte. André Thieme und Chakaria hingegen gelang bei ihrem Saisonabschluss eine fehlerfreie Runde, die noch Hoffnung auf ein gutes Ergebnis für die deutsche Equipe machte. David Will und sein Wallach C Vier leisteten sich Fehler am Wassergraben sowie am Schlusssprung. Bei Christian Ahlmann und Clintrexo Z war es nur ein Hindernisfehler, doch ein weiterer Zeitstrafpunkt für das Paar ließ Deutschland noch hinter die Vereinigten Staaten auf Platz sechs zurückfallen.
Die schwedische Mannschaft schien nach zwei Ritten auch ohne Peder Fredricson auf dem Kurs zum Sieg im Nationenpreisfinale zu sein, nachdem die viert- und fünftplatzierten Paare der Olympischen Spiele von Tokio, Henrik von Eckermann mit King Edward und Malin Baryard-Johnsson mit Indiana, fehlerfrei geblieben waren. Vier Strafpunkte für Angelie von Essen und ganze neun Strafpunkte für Rolf-Göran Bengtsson waren dann aber zu viele für den Sieg. Schweden reihte sich hinter die Belgier ein, die nach zwei Vier-Strafpunkt-Runden im Weiteren ohne Fehler blieben und summiert eine schnellere Gesamtzeit als die Schweden hatten.
Ein Zeitstrafpunkt für Irlands zweiten Reiter Eoin McMahon schienen zunächst ein nützliches Ergebnis für die Mannschaft zu sein, kostete den Iren aber letztlich den Sieg. Irland kam nach Abzug des Ergebnisses von Michael Duffy als Streichergebnis auf genau einen Strafpunkt. Die Niederlande hatten wie Schweden mit zwei fehlerfreien Ritten und einem Ritt mit vier Strafpunkten begonnen. Harrie Smolders und sein Wallach Monaco gelang die dritte fehlerfreie Runde für die Niederländer, die damit als einzige Mannschaft fehlerfrei auf Rang eins lagen und das Nationenpreisfinale gewannen.
|             | Mannschaft         | Reiter                            | Pferd                        | 1. Umlauf | 1. Umlauf | Preis- geld |
| Strafpunkte | Mannschaft         | Reiter                            | Pferd                        | Zeit (s)  |           | Preis- geld |
| ----------- | ------------------ | --------------------------------- | ---------------------------- | --------- | --------- | ----------- |
| 1           | Niederlande        | Maikel van der Vleuten            | Beauville Z                  | 0         |           |             |
| 1           | Niederlande        | Willem Greve                      | Carambole                    | 0         |           |             |
| 1           | Niederlande        | Sanne Thijssen                    | Con Quidam                   | (4)       |           |             |
| 1           | Niederlande        | Harrie Smolders                   | Monaco                       | 0         |           |             |
| 1           | Niederlande        |                                   |                              | 0         | 227,13    | 417.000 €   |
| 2           | Irland             | Denis Lynch                       | Cristello                    | 0         |           |             |
| 2           | Irland             | Eoin McMahon                      | Chacon                       | 1         |           |             |
| 2           | Irland             | Michael Duffy                     | Zilton SL Z                  | (8)       |           |             |
| 2           | Irland             | Darragh Kenny                     | Cartello                     | 0         |           |             |
| 2           | Irland             |                                   |                              | 1         | 228,61    | 251.000 €   |
| 3           | Belgien            | Nicola Philippaerts               | Katanga van het Dingeshof    | 4         |           |             |
| 3           | Belgien            | Niels Bruynseels                  | Delux                        | (4)       |           |             |
| 3           | Belgien            | Jérôme Guery                      | Quel Homme                   | 0         |           |             |
| 3           | Belgien            | Grégory Wathelet                  | Nevados S                    | 0         |           |             |
| 3           | Belgien            |                                   |                              | 4         | 224,32    | 167.000 €   |
| 4           | Schweden           | Henrik von Eckermann              | King Edward                  | 0         |           |             |
| 4           | Schweden           | Malin Baryard-Johnsson            | Indiana                      | 0         |           |             |
| 4           | Schweden           | Angelie von Essen                 | Alcapone des Carmille        | 4         |           |             |
| 4           | Schweden           | Rolf-Göran Bengtsson              | Ermindo W                    | (9)       |           |             |
| 4           | Schweden           |                                   |                              | 4         | 225,27    | 113.000 €   |
| 5           | Vereinigte Staaten | Lillie Keenan                     | Skyhorse                     | (9)       |           |             |
| 5           | Vereinigte Staaten | Spencer Smith                     | Quibelle                     | 0         |           |             |
| 5           | Vereinigte Staaten | Schuyler Riley                    | Robin de Ponthual            | 4         |           |             |
| 5           | Vereinigte Staaten | Laura Kraut                       | Baloutinue                   | 8         |           |             |
| 5           | Vereinigte Staaten |                                   |                              | 12        | 226,76    | 91.000 €    |
| 6           | Deutschland        | Daniel Deußer                     | Killer Queen                 | (11)      |           |             |
| 6           | Deutschland        | André Thieme                      | DSP Chakaria                 | 0         |           |             |
| 6           | Deutschland        | David Will                        | C Vier                       | 8         |           |             |
| 6           | Deutschland        | Christian Ahlmann                 | Clintrexo Z                  | 5         |           |             |
| 6           | Deutschland        |                                   |                              | 13        | 228,59    | 75.000 €    |
| 7           | Brasilien          | Marlon Modolo Zanotelli           | Grand Slam                   | 5         |           |             |
| 7           | Brasilien          | Pedro Veniss                      | Lord Pezi Junior             | 0         |           |             |
| 7           | Brasilien          | Luiz Felipe de Azevedo filho      | Hermes van de Vrombautshoeve | 9         |           |             |
| 7           | Brasilien          | Bernardo Cardoso de Resende Alves | El Torreo de Muze            | (AUFG)    |           |             |
| 7           | Brasilien          |                                   |                              | 14        | 233,11    | 70.000 €    |
| 8           | Spanien            | Manuel Fernandez Saro             | Jarlin de Torres             | 9         |           |             |
| 8           | Spanien            | Ismael Garcia Roque               | La Costa                     | 5         |           |             |
| 8           | Spanien            | Eduardo Álvarez Aznar             | Legend                       | 12        |           |             |
| 8           | Spanien            | Sergio Álvarez Moya               | Alamo                        | (AUFG)    |           |             |
| 8           | Spanien            |                                   |                              | 26        | 232,14    | 66.000 €    |

(Ausgeklammerte Strafpunkte zählen als Streichergebnis nicht für das Mannschaftsergebnis)